# Лисовский, Роберт Антонович
Роберт Антонович Лисовский (29 декабря 1893, с. Каменское — 28 декабря 1982, Женева) — художник-график, последователь Михаила Бойчука. Занимался станковой и книжной графикой, декоративно-прикладным искусством, сценографией и дизайном. Оформил обложку поэтического сборника Павла Тычины «Солнечные кларнеты».

## Биография
В 1906—1908 годах учился в Миргородской художественно-промышленной школе им. Н. Гоголя у М. Сластиона и Р. Пельше.
В 1908—1910 годах учился у Н. Мурашко в Киеве.
В 1917—1921 годах учился в Украинской государственной академии искусств под руководством Г. Нарбута и М. Бойчука.
В 1927 году окончил Берлинскую академию искусств.
Между 1929 и 1945 годами был профессором графики Украинской студии пластического искусства в Праге. Потом жил в Лондоне и Женеве, где умер в 1982 году.
Жена С. Туркевич-Лукиянович, композитор.

## Логотип Lufthansa

Современный логотип Lufthansa

Лисовскому приписывают участие в конкурсе на создания логотипа для авиакомпании «Lufthansa», который он якобы выиграл.
Однако логотип авиакомпании принадлежал предшественнику Lufthansa — авиакомпании Deutsche Luft-Reederei и был создан ещё в 1918 году Отто Фирле. В 1926 году после объединения компании и создания Deutsche Luft Hansa, он подвергся определённому редизайну. Тем не менее, в самой Lufthansa не смогли подтвердить факт проведения подобного конкурса в 1920-х годах или участие в нём Лисовского.
Единственным подтверждением участия Лисовского в работе над логотипом Lufthansa на сегодняшний день[какой?] являются свидетельства дочери художника Зои Лисовской, пересказанные ей отцом.